# غوستافو بينيتيز
غوستافو بينيتيز (بالإسبانية: Gustavo Benítez)‏ هو لاعب كرة قدم ومدرب كرة قدم باراغواياني في مركز الدفاع، ولد في 5 فبراير 1953 في باراغواري في باراغواي. شارك مع منتخب باراغواي لكرة القدم. أما مع النوادي، فقد لعب مع أتلتيكو ناسيونال وأوليمبيا أسونسيون ونادي غرناطة.

## وصلات خارجية
- غوستافو بينيتيز على موقع الاتحاد الدولي (مؤرشف)  (الإنجليزية)
- غوستافو بينيتيز على موقع قاعدة بيانات كرة القدم.إي يو (الإنجليزية)
- غوستافو بينيتيز على موقع ناشيونال فوتبول تيمز (الإنجليزية)
- غوستافو بينيتيز على موقع عالم كرة القدم.نت (الإنجليزية)